# ミルト・カール
ミルト・カール（Milt Kahl、1909年3月22日 - 1987年4月19日）は、アメリカ合衆国カリフォルニア州サンフランシスコ出身のアニメーター。ウォルト・ディズニー・プロダクションに所属していた。ナイン・オールドメンのメンバーの1人。

## 経歴
1934年にウォルト・ディズニー・プロダクションへ参加。ナイン・オールドメンの中でも最も卓越したデッサン力を有していたため、実写映像や参考資料を見なくても動きをそのまま紙に描くことができた。
仕事熱心ぶりはスタジオ内では有名で、『101匹わんちゃん』の製作に際してコストを抑えるために新たに開発された「ゼロ・グラフィック」を使用したセル画を確認した時、ミルト本人は「誰かが私の原画に手を加えた」と激怒し、原画を自分以外の人間に渡すのを拒むほどだった。また、同作の中でクルエラを担当したマーク・デイビスとミルトは良きライバル関係を築いており、クルエラを超える悪役を描いてみせると意気込んで誕生したのが、『ビアンカの大冒険』に登場するマダム・メデューサである。

## 代表作

### テレビ
| 放送年                       | 放送年                     | 邦題 原題                   | 担当     | 備考                                         |
| ---------------------------- | -------------------------- | --------------------------- | -------- | -------------------------------------------- |
| 1954年10月27日 1958年8月29日 | 1958年9月3日 1972年4月30日 | ディズニーランド Disneyland | 作画監督 | 日本未発売DVD「YOUR HOST WALT DISNEY」に収録 |

### 映画
| アメリカ公開年 日本公開年    | 邦題 原題                                                        | 担当     | キャラクター                                              | 備考                                                               |
| ---------------------------- | ---------------------------------------------------------------- | -------- | --------------------------------------------------------- | ------------------------------------------------------------------ |
| 1935年                       | ミッキーの消防隊 Mickey's Fire Brigade                           | 原画     | なし                                                      | DVD「ミッキーマウス／カラー・エピソード Vol.1 限定保存版」に収録   |
| 1935年9月28日                | ミッキーのアイス・スケート On Ice                                | 原画     | なし                                                      | DVD「ミッキーマウス／カラー・エピソード Vol.1 限定保存版」に収録   |
| 1936年                       | 子ぞうのエルマー Elmer Elephant                                  | 原画     | なし                                                      | DVD「シリー・シンフォニー」に収録                                  |
| 1936年 1990年                | ミッキーのサーカス Mickey's Circus                               | 原画     | なし                                                      | DVD「ミッキーマウス／カラー・エピソード Vol.1 限定保存版」に収録   |
| 1937年12月21日 1950年9月26日 | 白雪姫 Snow White and the Seven Dwarfs                           | 原画     | プリンス                                                  |                                                                    |
| 1937年                       | ミッキーのお化け退治 Lonesome Ghosts                             | 原画     | なし                                                      | DVD「ミッキーマウス／カラー・エピソード Vol.1 限定保存版」に収録   |
| 1938年                       | 田園交響楽 Farmyard Symphony                                     | 原画     | なし                                                      | 日本未発売DVD「CLASSIC CARTOON FAVORITES Extreme MUSIC Fun」に収録 |
| 1938年11月25日               | 牡牛のフェルディナンド Ferdinand the Bull                        | 原画     | なし                                                      | 日本未発売DVD「Timeless Tales Volume Two」に収録                   |
| 1939年                       | みにくいあひるの子 Ugly Duckling                                 | 原画     | なし                                                      | 日本未発売DVD「Timeless Tales Volume Two」に収録                   |
| 1940年2月7日 1955年5月17日   | ピノキオ Pinocchio                                               | 作画監督 | ピノキオ（人間）                                          |                                                                    |
| 1942年8月13日 1951年5月18日  | バンビ Bambi                                                     | 作画監督 | バンビ（大人）                                            |                                                                    |
| 1943年                       | エデュケーション・フォア・デス Education for Death               | 原画     | なし                                                      | 日本未発売DVD「WALT DISNEY ON THE FRONT LINES」に収録              |
| 1943年                       | ザ・ウィングド・スクルージ The Winged Scourge                    | 原画     | なし                                                      | 日本未発売DVD「WALT DISNEY ON THE FRONT LINES」に収録              |
| 1943年                       | チキン・リトル Chicken Little                                    | 原画     | なし                                                      | 日本未発売DVD「DISNEY PARITIES」に収録                             |
| 1943年2月6日 1957年3月20日   | ラテン・アメリカの旅 Saludos Amigos                              | 原画     | ドナルド・ダック                                          | 日本未発売DVD「Saludos Amigos」に収録                              |
| 1945年2月3日 1959年3月10日   | 三人の騎士 The Three Caballeros                                  | 原画     | ドナルド・ダック                                          | DVD「三人の騎士」に収録                                            |
| 1945年                       | さむがりやのペンギン The Cold-Blooded Penguin                    | 原画     | なし                                                      |                                                                    |
| 1945年                       | グーフィーの虎退治 Tiger Trouble                                 | 原画     | なし                                                      | 日本未発売DVD「It's A Small World of FUN! VOLUME 4」に収録         |
| 1945年                       | ドナルドの恐怖の一夜 Duck Pimples                                | 原画     | なし                                                      | DVD「ドナルドダック・クロニクル Vol.2 限定保存版」に収録           |
| 1945年                       | グーフィーのアイスホッケー教室 Hockey Homicide                   | 原画     | なし                                                      | 日本未発売DVD「THE COMPLETE GOOFY」に収録                          |
| 1946年4月20日                | メイク・マイン・ミュージック Make Mine Music                     | 原画     | なし                                                      |                                                                    |
| 1946年11月2日 1951年10月19日 | 南部の唄 Song of the South                                       | 作画監督 | ブレア・ラビット ブレア・フォックス ブレア・ベア          | VHSおよびLDが発売されていたが、現在はともに廃盤                    |
| 1948年5月27日                | メロディ・タイム Melody time                                     | 作画監督 | なし                                                      | 日本未発売DVD「MELODY TIME」に収録                                 |
| 1949年1月19日                | わが心にかくも愛しき(私の心よ) So Dear to My Heart               | 作画監督 | なし                                                      |                                                                    |
| 1949年10月5日                | イカボードとトード氏 The Madcap Adventures of Mr. Toad           | 作画監督 | ラット モール                                             | 日本未発売DVD「The Madcap Adventures of Mr. Toad」に収録           |
| 1950年2月15日 1952年3月7日   | シンデレラ Cinderella                                            | 作画監督 | プリンス・チャーミング フェアリー・ゴッドマザー 大公 国王 |                                                                    |
| 1951年7月28日 1953年8月19日  | ふしぎの国のアリス Alice in Wonderland                           | 作画監督 | アリスの姉 ドードー フラミンゴ                            |                                                                    |
| 1953年2月5日 1955年3月22日   | ピーター・パン Peter Pan                                         | 作画監督 | ピーター・パン ジョン マイケル                            |                                                                    |
| 1955年6月16日 1956年8月8日   | わんわん物語 Lady and the Tramp                                  | 作画監督 | レディ                                                    |                                                                    |
| 1959年1月29日 1960年7月23日  | 眠れる森の美女 Sleeping Beauty                                   | 作画監督 | フィリップ王子                                            |                                                                    |
| 1961年1月25日 1962年7月27日  | 101匹わんちゃん One Hundred and One Dalmatians                   | 作画監督 | ロジャー アニータ                                         |                                                                    |
| 1963年12月25日 1964年7月18日 | 王様の剣 The Sword in the Stone                                  | 作画監督 | アーサー王 マーリン                                       |                                                                    |
| 1964年8月29日 1965年12月18日 | メリー・ポピンズ Mary Poppins                                    | 作画監督 | なし                                                      |                                                                    |
| 1967年10月18日 1968年8月24日 | ジャングル・ブック The Jungle Book                               | 作画監督 | モーグリ シア・カーン カー                                |                                                                    |
| 1970年12月11日 1972年3月11日 | おしゃれキャット The Aristocats                                  | 作画監督 | トーマス・オマリー                                        |                                                                    |
| 1971年12月13日 1973年3月10日 | ベッドかざりとほうき Bedknobs and Broomsticks                    | 作画監督 | なし                                                      |                                                                    |
| 1973年11月8日 1975年7月19日  | ロビン・フッド Robin Hood                                        | 作画監督 | リトル ・ ジョン シェリフ アラナデール                    |                                                                    |
| 1977年3月11日 1977年7月2日   | くまのプーさん 完全保存版 The Many Adventures of Winnie the Pooh | 作画監督 | ティガー                                                  | 「プーさんと大あらし」、「プーさんとティガー」を担当               |
| 1977年6月22日 1981年12月19日 | ビアンカの大冒険 The Rescuers                                    | 作画監督 | ペニー マダム・メデューサ スヌープス ブルータス ネロ      |                                                                    |

## 受賞歴
- 1989年 - ディズニー・レジェンド